# 布盧普布盧普島
布盧普布盧普島是巴布亞新畿內亞的島嶼，位於新畿內亞以北的太平洋海域，屬於斯考滕群島的一部分，由東塞皮克省負責管轄，長3.4公里、寬2.3公里，面積7平方公里，最高點海拔高度402米，島上無人居住。

## 外部連結
- Mut Mut in Papua New Guinea Geodetic Monitoring Site[]

3°31′S 144°36′E / 3.517°S 144.600°E